# Sloboda, Horodnea
Sloboda (în ucraineană Слобода) este un sat în comuna Butivka din raionul Horodnea, regiunea Cernihiv, Ucraina.

## Demografie
Componența lingvistică a localității Sloboda
     Ucraineană (98,46%)
     Rusă (1,54%)
Conform recensământului din 2001, majoritatea populației localității Sloboda era vorbitoare de ucraineană (98,46%), existând în minoritate și vorbitori de rusă (1,54%).